# Valentine Demy
Pour les articles homonymes, voir Demy.
Valentine Demy est une actrice et culturiste italienne née le 24 janvier 1963 à Pise. Elle débute comme actrice pornographique à partir de 1997, elle est aussi connue sous le nom de Marisa Parra.

## Biographie
Apres une activité de culturiste, Valentine Demy apparait à plusieurs reprises dans des rôles principaux de plusieurs films de caractère érotique, dirigée par Tinto Brass et Joe D'Amato,. Au milieu des années 1990, elle tourne en tant que vedette dans des films pornographiques.
Son nom de scène est inspiré par le personnage comique du même nom créé par Guido Crepax.

## Filmographie
- 1987 : Pomeriggio caldo (Hot Afternoon) : Connie
- 1987 : La Nuit bleue (Un sapore di paura) de Piccio Raffanini
- 1988 : Intrigo d'amore :
- 1988 : Intimo (Midnight Seduction) : Lora
- 1988 : Esclave des sens
- 1988 : Femmine
- 1988 : Snack Bar Budapest : Carla
- 1988 : Amore sporco (Dirty Love) de Joe D'Amato : Terry Jones
- 1989 : Rose Bluelight (Lambada blu)
- 1989 : L'ultima emozione
- 1989 : Guendalina
- 1989 : Casa di piacere (Dirty Love Two) : Eva
- 1989 : Abatjour 2
- 1989 : Io Gilda d'Andrea Bianchi : Lulu
- 1990 : Sapore di donna
- 1990 : Malizia oggi : la mère de Luna
- 1990 : Il sofà
- 1990 : Hard Car - Desiderio sfrenato del piacere (it)
- 1991 : Lolita per sempre
- 1991 : Paprika de Tinto Brass : Beba
- 1991 : Abbronzatissimi de Bruno Gaburro
- 1992 : Valentina Valentina
- 1993 : Le occasioni di una signora per bene
- 1996 : The Erotic Adventures of Zorro
- 1997 : Il sequestro - Sindrome di Stoccolma
- 1997 : Francesca: Sinfonia anale
- 1998 : Nirvanal
- 1998 : I Sogni Osceni di Valentina
- 1998 : La puttana dello spazio
- 2005 : Fregne da Sballo
- 2005 : La femme de mon pote est une salope!  d'Andrea Nobili avec Claudia Ferrari, Dora Venter, Angelica Sweet, Ellen Saint
- 2008 : Io ti assolvo